# Гермесвілла
Вілла Гермес або Гермесвілла (нім. Hermesvilla) — палац у віденському парку Лайнцер Тіргартен, колишнє мисливське господарство габсбурзької знаті. Імператор Франц Йосиф I подарував його своїй дружині імператриці Єлизаветі (на прізвисько Сісі) і називав «замком мрій». Назва вілли походить від статуї Гермеса з білого мармуру, яка знаходиться в саду вілли. Сьогодні Гермесвілла відома своїм мистецтвом і природним оточенням, а також використовується Віденським музеєм для проведення спеціальних виставок з історії культури.

## Історія
Імператор Франц Йосиф I вирішив побудувати віллу Гермес, яка спочатку називалася Вілла Вальдрух, влітку 1881 року. Імператор сподівався, що це заохотить його дружину, яка багато подорожувала, залишитися у Відні. За проектом архітектора Карла Фрайхерра фон Газенауера будівництво тривало з 1882 до 1886 року.

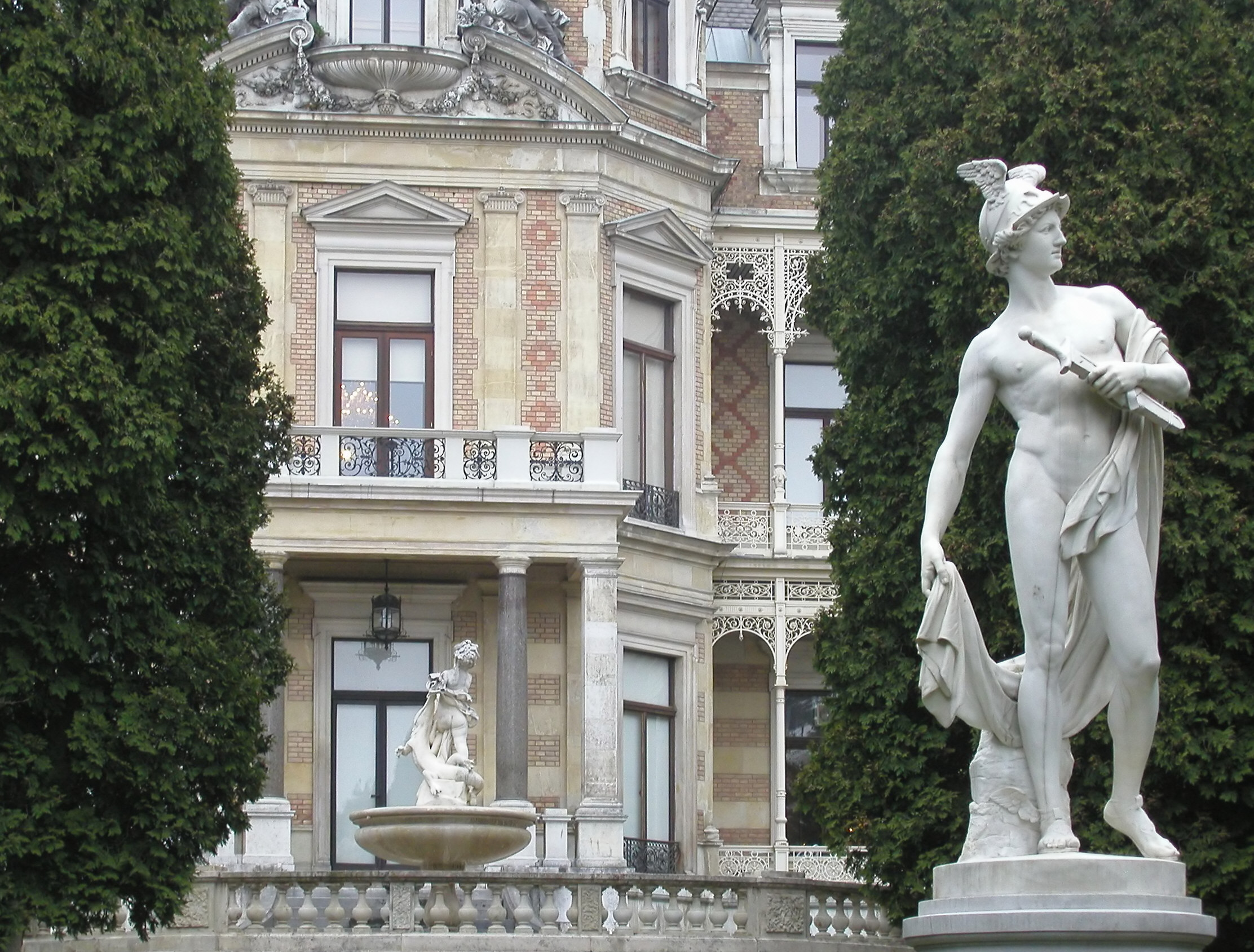
Статуя Гермеса

У 1885 році було прийнято рішення перейменувати будівлю на «Віллу Гермес». Сама імператриця замовила берлінському скульптору Ернсту Гертеру створити скульптуру під назвою Hermés der Wächter («Гермес Охоронець») і розпорядилася, щоб її розмістили в саду вілли. Документи з фонду Stadterweiterungsfond описують численні поставки мармуру Sterzinger, Laaser та Wöllersdorfer для облицювання сходів у головній будівлі. У навколишніх будівлях використовували твердий камінь Маннерсдорфер, камінь Альмасер, камінь Ліндабруннер, камінь Сент-Маргаретенер, а також «Кайзерштайн» з Кайзерштайнбруха.

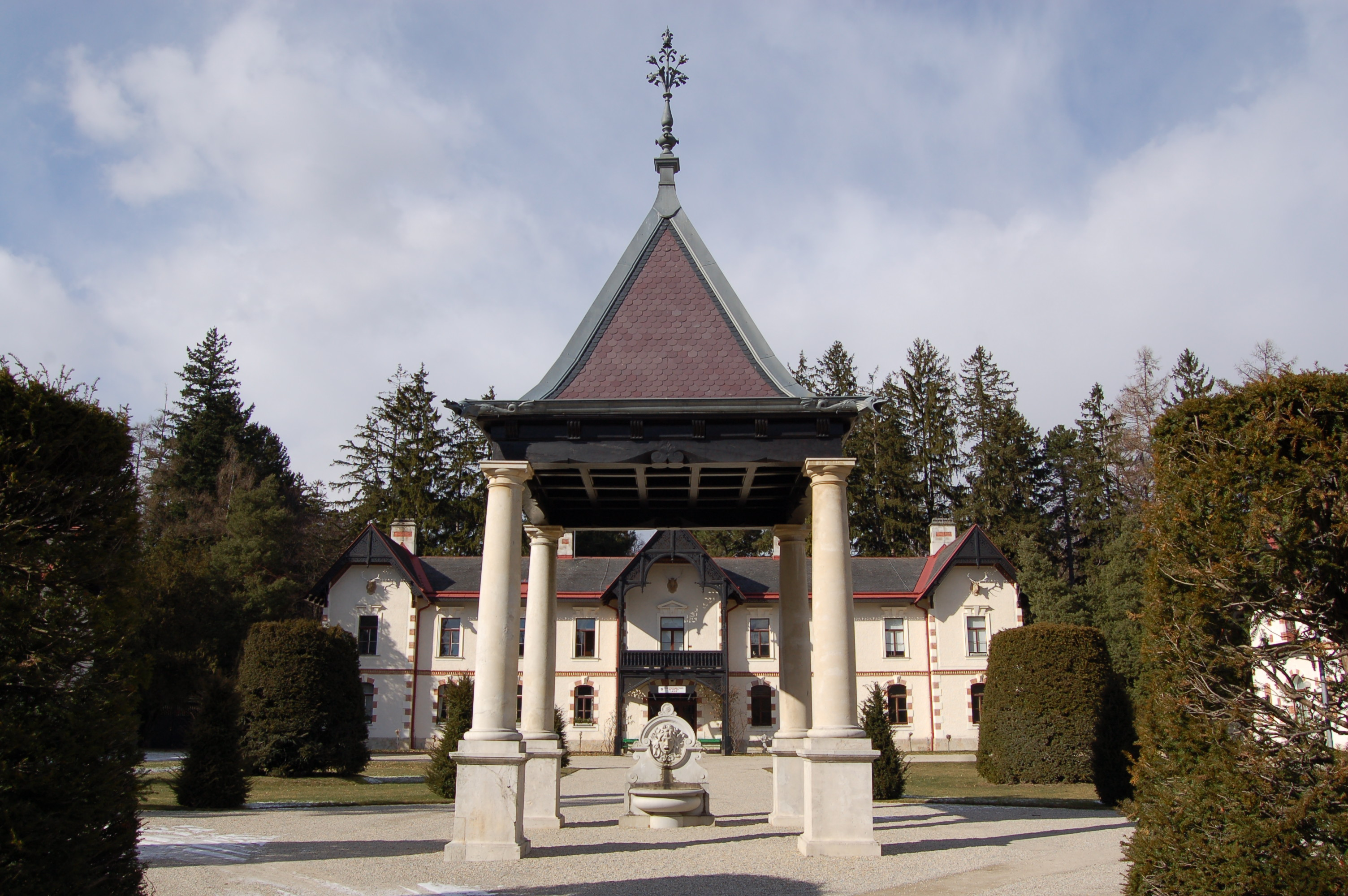
Фонтан у дворі вілли

У 1886 році віллу та всі прилеглі будівлі, включно з манежем і стайнею для коней імператриці Єлизавети, було завершено. З 1887 року і до її вбивства в 1898 році імператорське подружжя регулярно проводило тут час щороку наприкінці весни, від кількох днів до кількох тижнів.
Розбудовуючи територію, імператор Франц Йосиф наказав вирівняти всі луки і прибрати всі кротовини для безпечних верхових прогулянок дружини . Біля невеликого ставка неподалік була побудована альтанка для імператриці, якої сьогодні вже немає. Вулиця, що веде до вілли, була однією з перших вулиць Відня з електричним освітленням, а сама вілла — однією з перших будівель у Відні з телефонним зв'язком.
Під час післявоєнної радянської окупації Відня у 1945–1955 роках вілла була розграбована радянською владою, занепала і кілька років перебувала у занедбаному стані. Однак, у 1963 році фільм Діснея «Диво білих жеребців» повернув інтерес до будівлі. Це призвело до приватної ініціативи, яка спонукала австрійську владу відреставрувати віллу, і процес реконструкції тривав з 1968 до 1974 року. Перша виставка відкрилася в 1971 році як внесок Австрії у «Всесвітню виставку полювання» в Будапешті. Відтоді Гермесвілла стала «перлиною» в серці 2500-гектарного природного заповідника і є популярним місцем для відвідування, особливо для людей, які цікавляться габсбурзькою культурою, історією та «міфом Сісі» про красиву і нещасливу імператрицю, яку спіткала трагічна доля.

## Інтер'єр

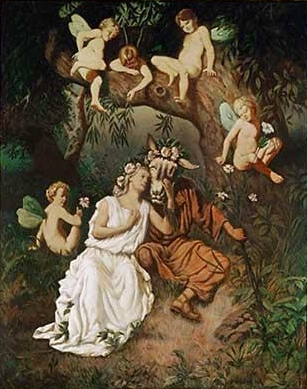
Фрески в спальні імператриці зображують сцени зі «Сну літньої ночі»

Фрески Ганса Макарта, Густава Клімта та Віктора Тільгнера є невід'ємною частиною дизайну інтер'єру. На другому поверсі розташовані особисті покої імператриці. Стосовно тіла, можливо, анорексичка «імператриця Сісі» щодня тренувалася у «турціммері» (гімнастичному залі). Кімната спочатку була обладнана балкою для балансування, перекладиною для підтягування та кільцями. Тут також є фрески в помпейському стилі Августа Айзенменгера, Гуго Шарлемона та Адольфа Фалькенштайнера, на яких зображені різні види спорту.
За вбиральнею імператриці знаходиться спальня імператриці. На відміну від інших кімнат, тут збереглися численні історичні предмети, зокрема гігантське барокове «парадне ліжко» часів Марії Терезії, яке колись стояло в імператорській залі поштової станції в Штірберзі біля Амштеттена в Нижній Австрії. Фрески в спальні виконані Гансом Макартом за мотивами шекспірівського «Сну літньої ночі». Зі спальні гвинтові сходи ведуть на перший поверх і в сад. У салоні висить відреставрована картина «Весна» Франца Мача, Густава Клімта та Георга Клімта.

## Галерея

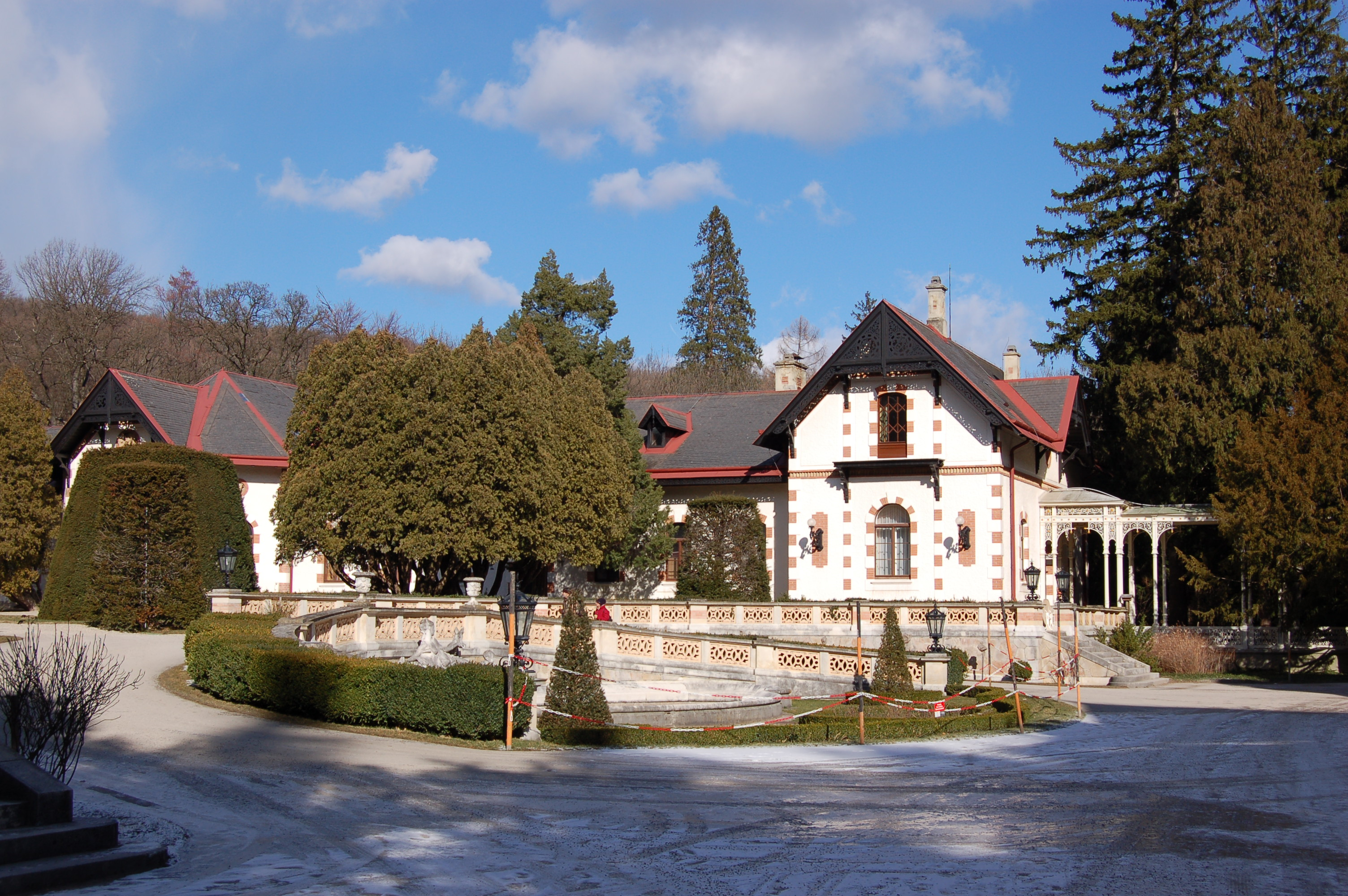
Подвір'я Гермесвілли
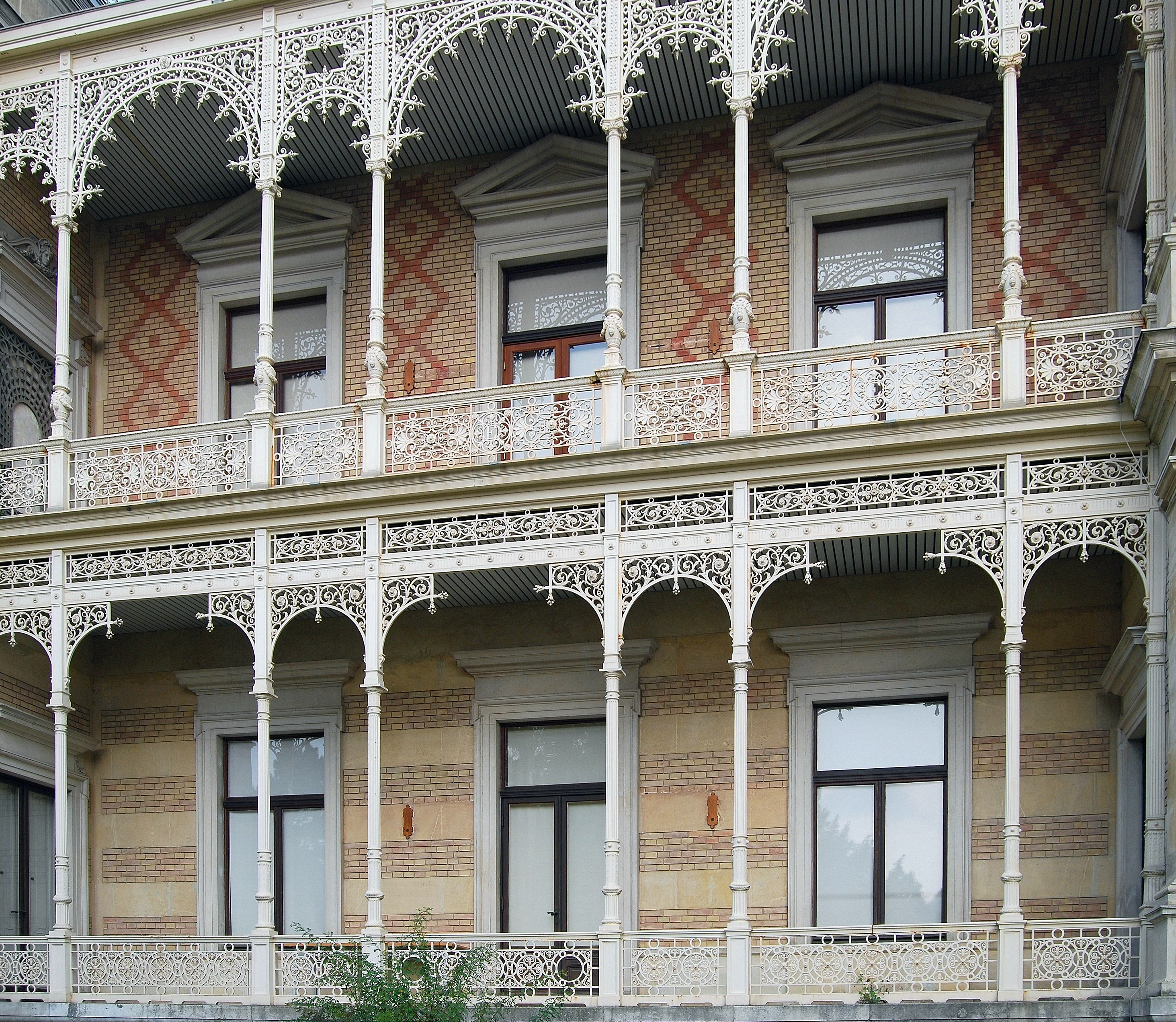
Гермесвілла
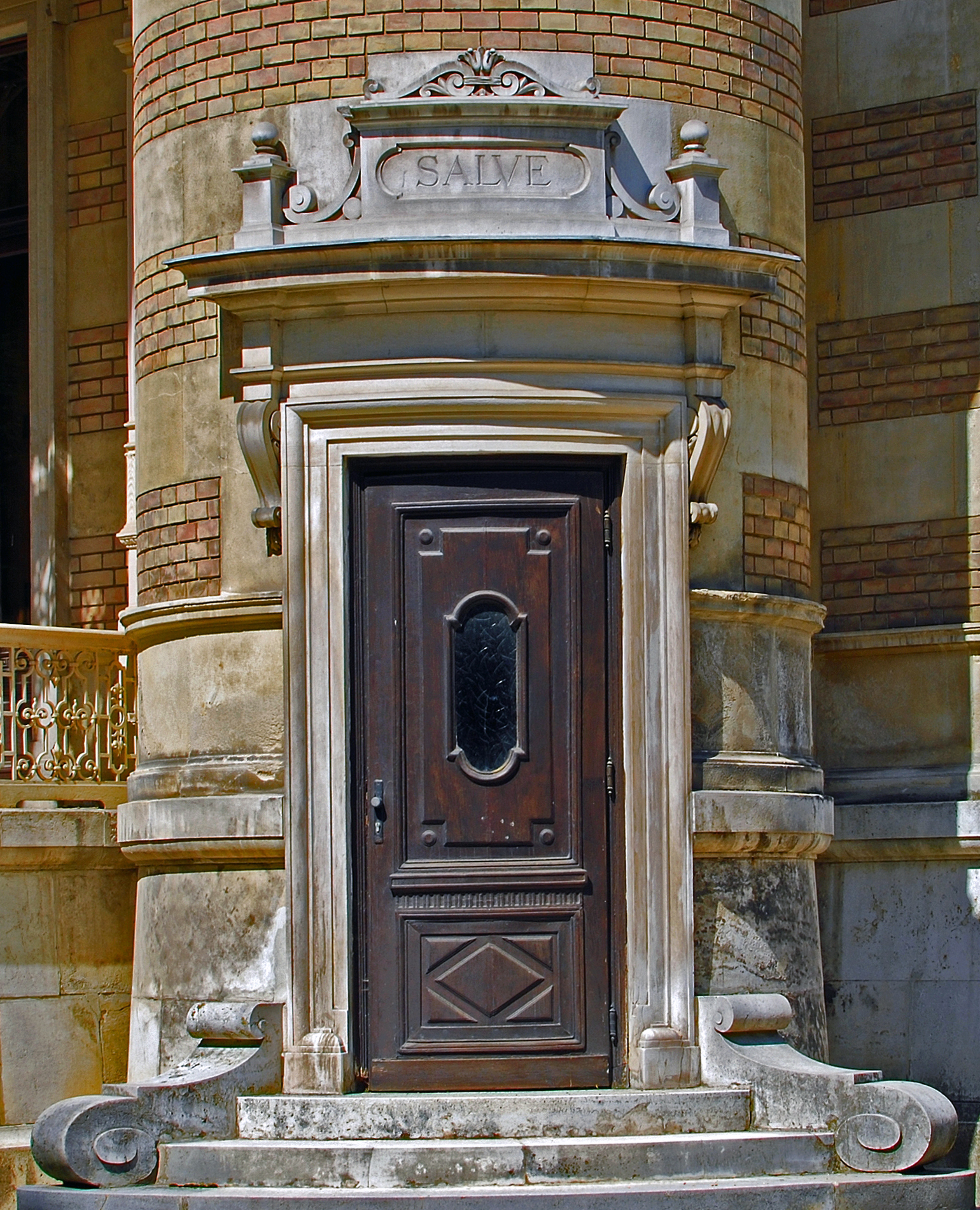
Гермесвілла
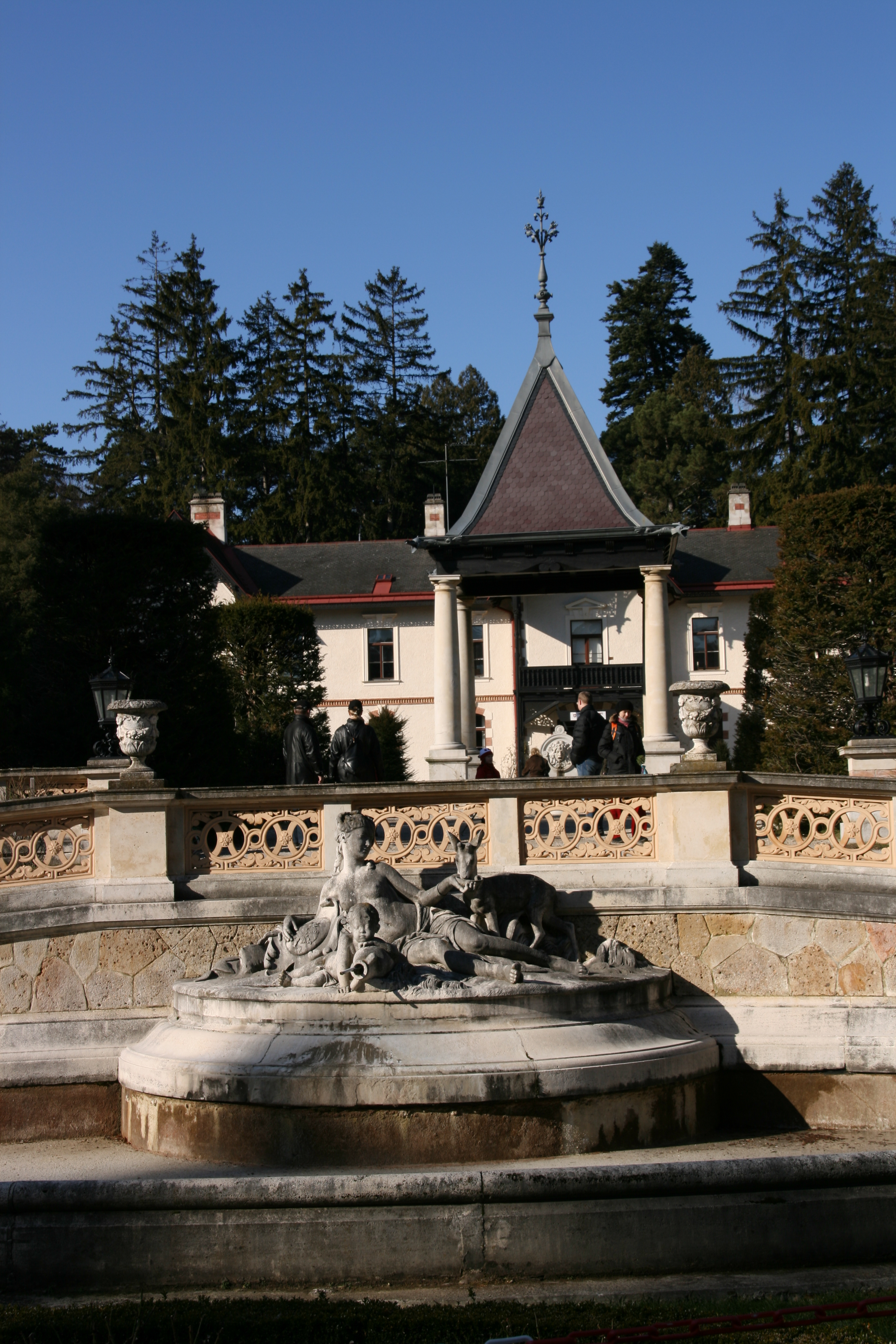
Фонтан Тільгнербруннен
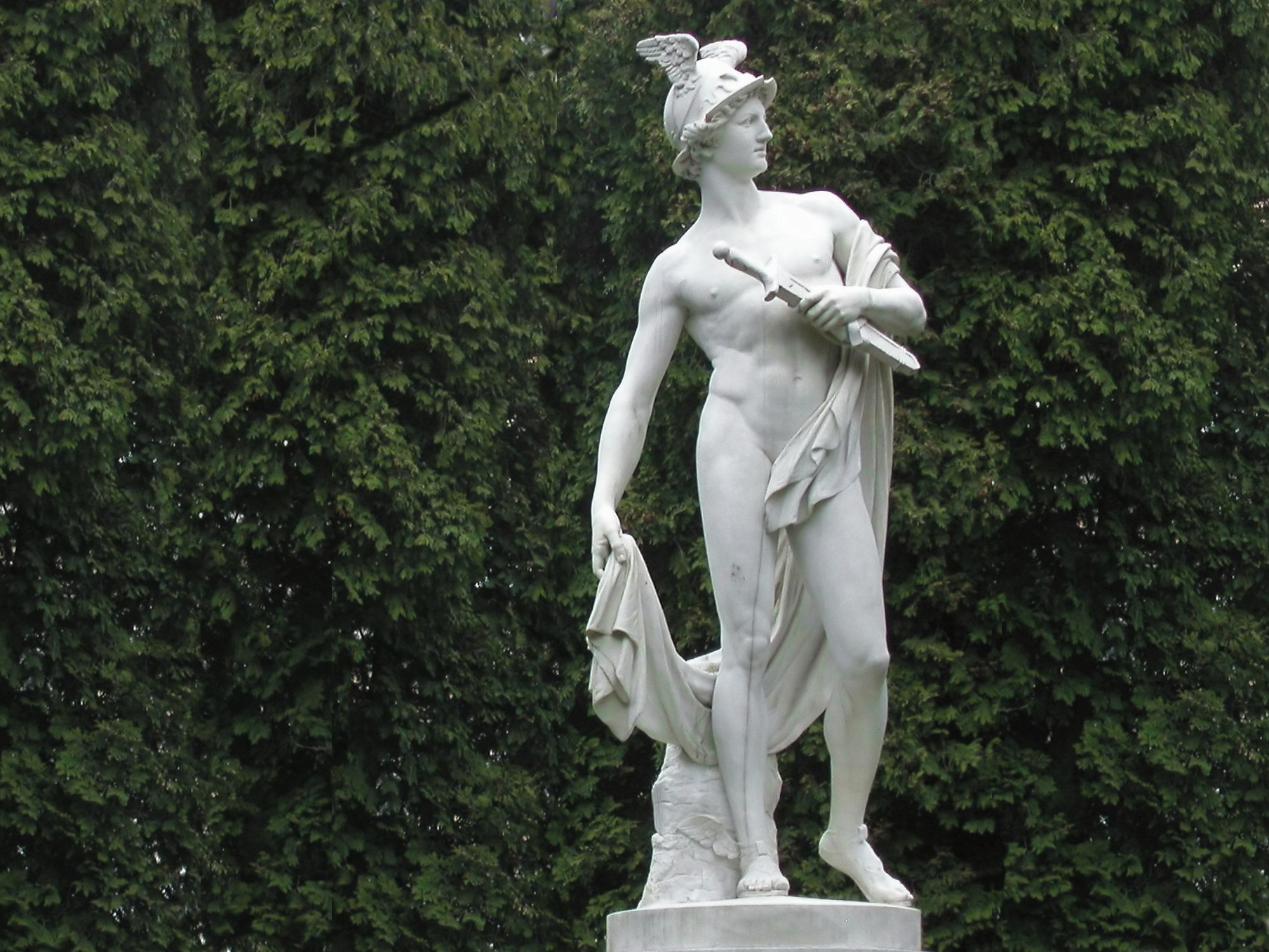
Статуя Гермеса
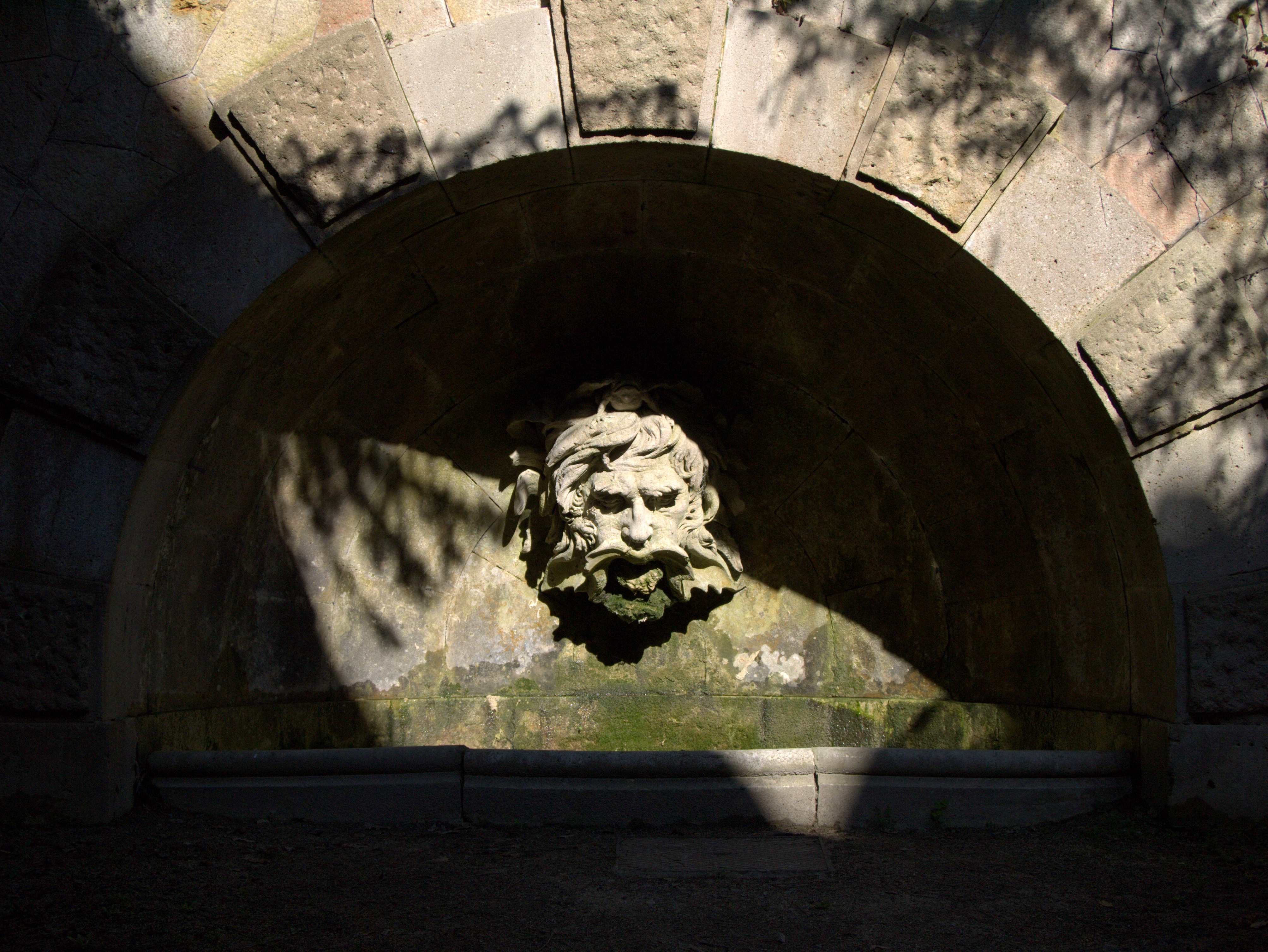
Фонтан Гінтерербруннен
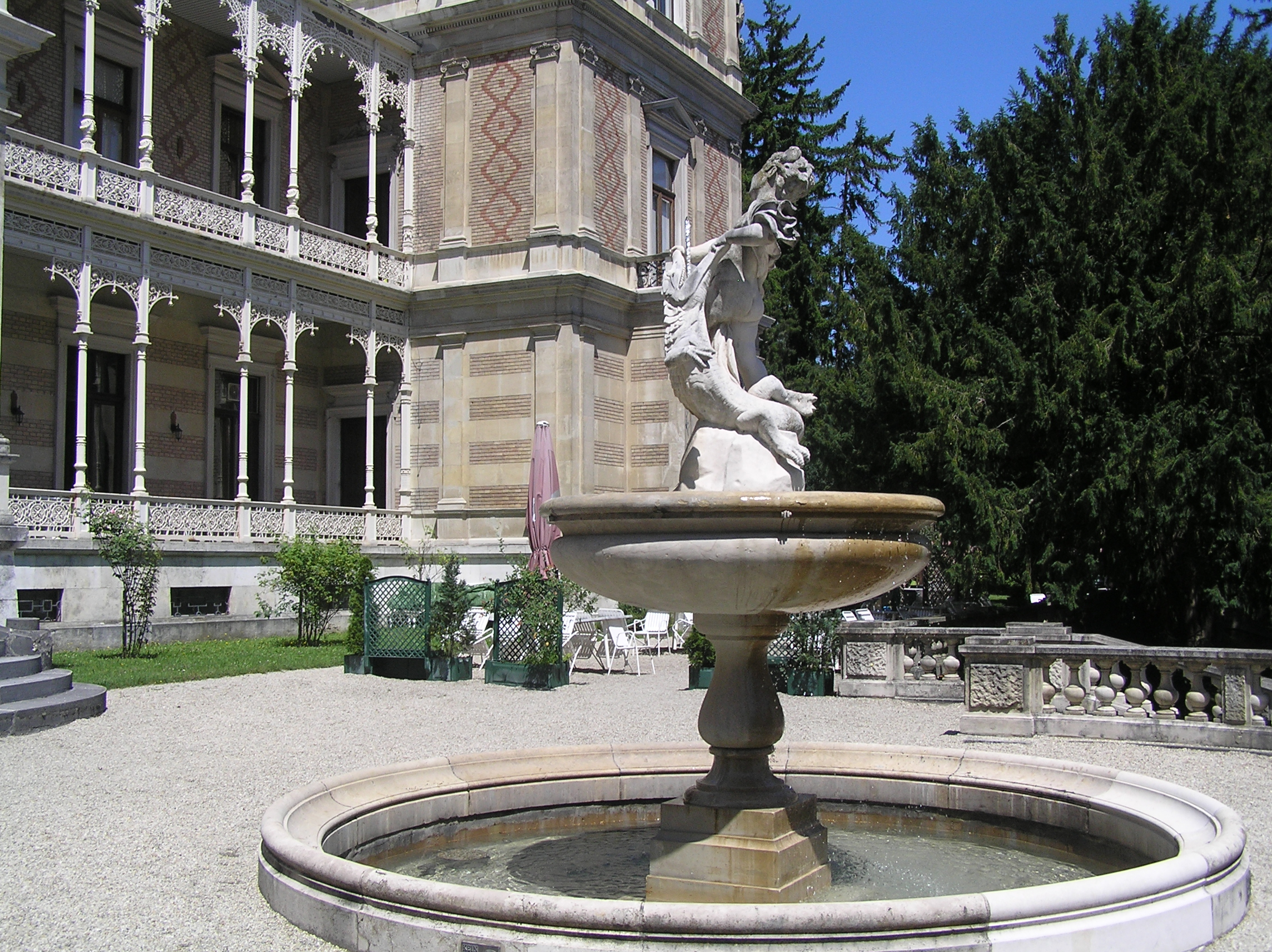
Фонтан Гермесбруннен